# 威爾·切斯
威爾·切斯（英語：Will Chase，1970年9月12日—）是美國的一位演員和歌手。切斯主要出演百老匯音樂劇，他最近也在ABC的電視劇音樂之鄉中飾演Luke Wheeler角色。他出生在肯塔基州法蘭克福。